# Haemabasis continua
Haemabasis continua är en fjärilsart som beskrevs av Walker 1862. Haemabasis continua ingår i släktet Haemabasis och familjen nattflyn. Inga underarter finns listade i Catalogue of Life.